# Иван Гулев (Сопот)
Иван Атанасов Гулев е български революционер, деец на Вътрешната македоно-одринска революционна организация.

## Биография
Иван Гулев е роден през 1873 година във велешкото село Сопот, тогава в Османската империя, днес в Северна Македония. Влиза във ВМОРО. Подпомага четите на Иван Алабакот, Даме Градчанец, Милан Гюрлука и други. След като родният му край попада в Сърбия, наклеветен както сам казва „от неприятелите на българщината“, в 1918 година е осъден от новите власти и лежи 14 години в затвора в Зеница в Босна.
На 12 март 1943 година, като жител на Велес, подава молба за българска народна пенсия. Молбата е одобрена и пенсията е отпусната от Министерския съвет на Царство България.